# Сіарнак (супутник)
Сіарнак (Сатурн XXIX, англ. Siarnaq) — тридцять четвертий за віддаленістю від планети і тринадцятий за розміром супутник Сатурна. Відкритий 23 вересня 2000 року.
Названий на честь велети Сіарнак з ескімоської міфології. Входить до ескімоської групи супутників Сатурна.

## Корисні посилання
- Циркуляр МАС №7513: Оголошення про відкриття Сіарнак і Тарвоса(англ.)
- Циркуляр МАС №8177: Назви нових супутників великих і малих планет(англ.)